# دود مقدس!
دود مقدس! (به انگلیسی: Holy Smoke!) فیلمی درام به کارگردانی جین کمپیون، محصول سال ۱۹۹۹ کشور استرالیا است. فیلم‌نامه دود مقدس! باهمکاری جین کمپیون با خواهرش آنا کمپیون ساخته شده است. پیش‌نمایش این فیلم ابتدا در جشنواره فیلم ونیز اکران شد و سپس قبل از انتشار اصلی فیلم، در جشنواره و جوایز فیلم اسب طلایی و جشنواره فیلم نیویورک پخش شد.

## داستان
«روت» (کیت وینسلت)، دختری استرالیایی، در سفری به هند با رهبر یک فرقهٔ مذهبی هندو (شبیه به تصوف) به نام «بابا» آشنا و تحت تأثیر آموزه‌های او دچار تحوی روحی شده است. حالا در استرالیا، مادر «روت» (جولی همیلتن) او را به دیدن «واترز» (هاروی کایتل) می‌برد. واترز که متخصص بیرون کشاندن افراد از درون گروه‌های افراطی دینی است، اعتقاد «روت» به آموزه‌های «بابا» را آرام آرام سست می‌کند، اما خود شیفتهٔ «روت» می‌شود.

## بازیگران اصلی
کیت وینسلت در نقش روت بارون
هاروی کایتل در نقش پی.جی. واترز